# Синегорие (Магаданска област)
Синего́рие (на руски: Синегорье) е селище от градски тип в Магаданска област, Русия. Разположено е на брега на река Колима, на около 280 km северно от Магадан. Към 2016 г. населението му наброява 2489 души.

## История
Селището е основано на 12 февруари 1971 г. във връзка със строежа на Колимската ВЕЦ. На следващата година получава статут на селище от градски тип. До 1981 г. строежът на селището е завършен. Бил е проектиран да подслонява около 10 хиляди души, но демографският срив след разпадането на СССР оставя около ⅔ от сградите празни. Днес почти цялото население са работници във ВЕЦ-а.

## Население
| 1979 | 1989   | 2002 | 2009 | 2010 | 2012 | 2013 |
| ---- | ------ | ---- | ---- | ---- | ---- | ---- |
| 8282 | 11 645 | 4071 | 2990 | 2821 | 2714 | 2604 |
| 2014 | 2015   | 2016 |      |      |      |      |
| 2522 | 2501   | 2489 |      |      |      |      |

## Икономика
Икономиката на селището разчита изцяло на експлоатацията на Колимската ВЕЦ.

### Транспорт
Селището е свързано чрез автомобилен път с Колимската магистрала, а чрез нея – с Магадан. В периода 1978 – 2000 г. селището разполага и с летище.